# Guéckédou
Guéckédou (auch Guékédou oder Guéckédougou) ist eine Stadt im Süden des westafrikanischen Guinea mit etwa 62.000 Einwohnern. Sie liegt in der Region Nzérékoré und ist Hauptstadt der gleichnamigen Präfektur Guéckédou.

## Geografie
Guéckédou liegt in Waldguinea, im Südosten Guineas, wenige Kilometer von den Grenzen zu Liberia und Sierra Leone entfernt.

## Geschichte
Die Bewohner von Guéckédou gehören mehrheitlich der Ethnie der Kissi an. In der Stadt gibt es ein staatliches Spital und seit 1951 eine römisch-katholische Missionsstation.
Die Stadt ist seit 1990 von Flüchtlingsströmen aus Sierra Leone und Liberia betroffen. Zeitweise griffen die Kämpfe im Rahmen des sierra-leonischen (1991–2003) bzw. liberianischen Bürgerkriegs (1989–2003) auch auf Guéckédou über.
Im Januar 2014 kam die erste mit dem Ebolavirus infizierte Frau nach Guéckédou. Seither wurde das örtliche Spital ausgebaut. Aber nach dem Rückgang der Ebola-Epidemie gingen auch die ausländischen Hilfszahlungen zurück, so dass Budget und Spitalleistungen wieder gekürzt werden mussten. Zusätzlich leidet die Stadt an den persönlichen, sozialen und wirtschaftlichen Folgen der Epidemie.

## Einwohnerentwicklung
Die folgende Übersicht zeigt die Einwohnerzahlen nach dem jeweiligen Gebietsstand seit der Volkszählung 1983.
| Jahr          | Einwohner |
| ------------- | --------- |
| 1983 (Zensus) | 19.039    |
| 1996 (Zensus) | 79.140    |
| 2014 (Zensus) | 62.372    |

## Wirtschaft
Die Stadt verfügt über einen großen wöchentlichen Markt, auf dem Händler aus dem ganzen Süden Guineas, aus Sierra Leone, Liberia und der Elfenbeinküste handeln. Es werden auch regionale, landwirtschaftliche Produkte wie Reis, Kaffee, Kolanüsse und Palmöl angeboten.

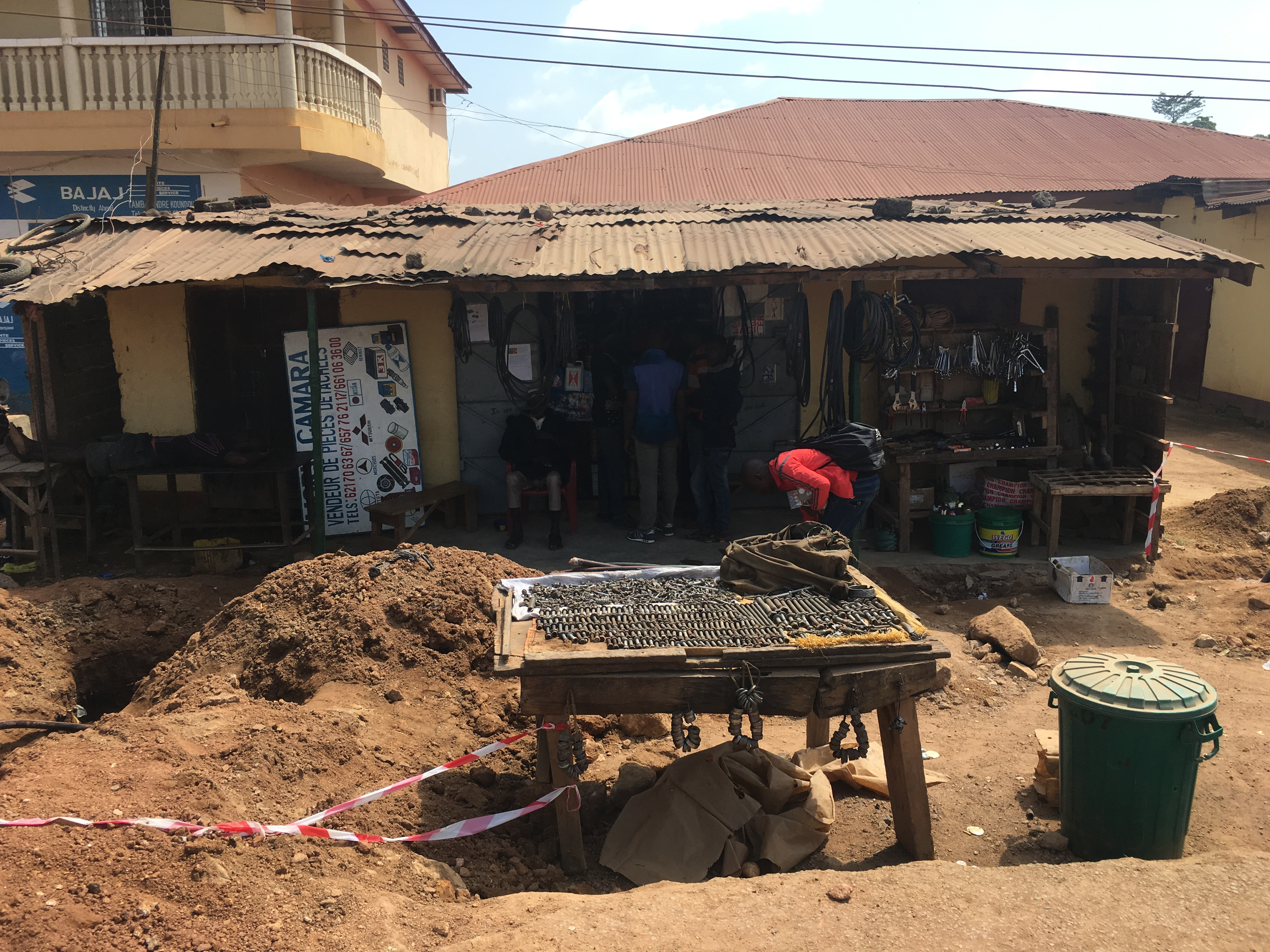
Markt in Guéckédou

## Söhne und Töchter
- Marcel Bama Mato (1930–1971), Politiker, Innenminister Guineas
- Alexis Aly Tagbino (* 1972), römisch-katholischer Geistlicher, Bischof von Kankan